# ZAMB
ZAMB（ザム）は、日本の2人組メタルバンド。所属事務所はビーイング。

## 概要
ヴォーカリスト「図画泉美」とギタリスト「GAK」を中心としたバンドで、本人達は自らを『2.5次元メタル集団』と称している。
バンド名の由来は、『ZUGA ANISONG METAL BAND』（図画 アニソン メタル バンド）の頭文字だけを取った通称から。
デビューシングル『Love Satisfaction』は、アニメ『邪神ちゃんドロップキック'』のエンディングテーマに起用された。その他、自身のYouTubeにて平成時代のアニソンをメタルアレンジにした『歌ってみた』動画を公開している。

## メンバー
図画泉美（ずが いずみ）
ボーカル担当。
元々ソロで活動していたが、いつかはバンドをやりたいと思っており、プロデューサーである長戸大幸に相談したところ、GAKを紹介されZAMBを結成することとなった。
中森明菜やちあきなおみ、松任谷由実、井上陽水からの影響をインタビュー等で公言している。
GAK（ガク）
ギター、スクリームボーカル、シンセサイザー担当。
父親である松澤浩明（MAKE-UP）の影響もあり、子供の時からハードロックやヘヴィメタル系の音楽が日常的に流れていたと言う。ZAMB結成以前はヴィジュアル系ロックバンド、Purple Stoneとして2018年まで活動。解散後のある日、長戸から連絡を受け、図画アニソンメタルバンドのライブを見学。図画泉美の横でギターを弾きたいと強く思い、2人でZAMBとして活動していくこととなった。
B’z、T.M.Revolution、X JAPAN、globe、access、the GazettE、高見沢俊彦(THE ALFEE)、zilch、Linkin Park、Bonjovi、Metallica、Amaranthe、DAVE RODGERSからの影響をインタビュー等で公言している。ヴィジュアル系バンド時代は6弦ギターを使用していたが、ZAMBからは7弦に持ち替えている。ギタリストとしての目標には、松本孝弘(B'z)、高見沢俊彦(THE ALFEE)の二人を挙げている。

## ディスコグラフィー

### シングル
|                         | 発売日                  | タイトル                | 販売形態                                   | 規格品番                                                                    | 最高位                  |
| SACRA MUSIC（メジャー） | SACRA MUSIC（メジャー） | SACRA MUSIC（メジャー） | SACRA MUSIC（メジャー）                    | SACRA MUSIC（メジャー）                                                     | SACRA MUSIC（メジャー） |
| ----------------------- | ----------------------- | ----------------------- | ------------------------------------------ | --------------------------------------------------------------------------- | ----------------------- |
| 1st                     | 2020年6月10日           | Love Satisfaction       | CD+DVD CD（通常盤） デジタル・ダウンロード | VVCL-1690/1（初回生産限定盤） VVCL-1693/4（期間限定盤） VVCL-1692（通常盤） | 48位                    |

## タイアップ
| 起用年 | 曲名              | タイアップ                                                  |
| ------ | ----------------- | ----------------------------------------------------------- |
| 2020年 | Love Satisfaction | テレビアニメ『邪神ちゃんドロップキック'』エンディングテーマ |

## 出演

### テレビ
- Music B.B.
  - 2020年4月28日 - コメント出演、MV公開。
- アニソン!プレミアム!（NHK BSプレミアム）
  - 2020年5月24日